# Esmee Visser
Esmee Visser (Leiden, Nizozemska, 27. siječnja 1996.) je nizozemska brza klizačica na dugim stazama.

## Karijera
Klizačica se tijekom prosinca 2017. kvalificirala za utrku na 5000 metara za ZOI 2018. Uoči same Olimpijade, osvojila je europsko zlato ispred sunarodnjakinje i reprezentativne kolegice Carlijn Achtereekte. Tamo je ostvarila i osobni rekord na 3000 metara s vremenom 4.05:31.
Nizozemka je u svojem olimpijskom debiju u Pyeongchangu napravila veliko iznenađenje pobijedivši na 5000 metara (u najdužoj utrci ženskog programa), dvostruku olimpijsku pobjednicu i svjetsku rekorderku, Čehinju Martinu Sáblíkovu. Time je nizozemska brzoklizačka reprezentacija potvrdila svoju dominaciju u ovom sportu osvojivši sedam medalja u četiri discipline,  odnosno po jedno zlato svakog dana na ZOI.

## Olimpijske igre

### OI 2018. Pyeongchang
| Pyeongchang 2018. Finale - 5000 m | Pyeongchang 2018. Finale - 5000 m | Pyeongchang 2018. Finale - 5000 m |
| RANG                              | Natjecatelj                       | Vrijeme                           |
| --------------------------------- | --------------------------------- | --------------------------------- |
|                                   | Esmee Visser                      | 6:50.23                           |
|                                   | Martina Sáblíková                 | 6:51.85                           |
|                                   | Natalija Voronina                 | 6:53.98                           |

## Vanjske poveznice
- Profil nizozemske brzoklizačice